# Entoniscus brasiliensis
Entoniscus brasiliensis is een pissebed uit de familie Entoniscidae. De wetenschappelijke naam van de soort is voor het eerst geldig gepubliceerd in 1887 door Giard & Bonnier.